# Masisi
Masisi – miejscowość w Demokratycznej Republice Konga, w prowincji Kiwu Północne, siedziba administracyjna terytorium Masisi. W 2004 roku liczyła ok. 5,5 tys. mieszkańców.